# Rocksjön, Västergötland
Rocksjön är en sjö i Svenljunga kommun i Västergötland och ingår i Ätrans huvudavrinningsområde. Sjöns area är 0,034 kvadratkilometer och den befinner sig 151 meter över havet.